# Capnogryllacris phaeocephala
Capnogryllacris phaeocephala är en insektsart som beskrevs av Andrej Vasiljevitj Gorochov 2003. Capnogryllacris phaeocephala ingår i släktet Capnogryllacris och familjen Gryllacrididae. Inga underarter finns listade i Catalogue of Life.